# Ugia hecate
Ugia hecate là một loài bướm đêm trong họ Erebidae.